# Rue Rudolf-Noureev
La rue Rudolf-Noureev est une voie du 17e arrondissement de Paris, en France.

## Situation et accès
La rue Rudolf-Noureev est une voie privée située dans le 17e arrondissement de Paris. Elle débute au 8, rue Albert-Roussel et se termine en impasse.

## Origine du nom

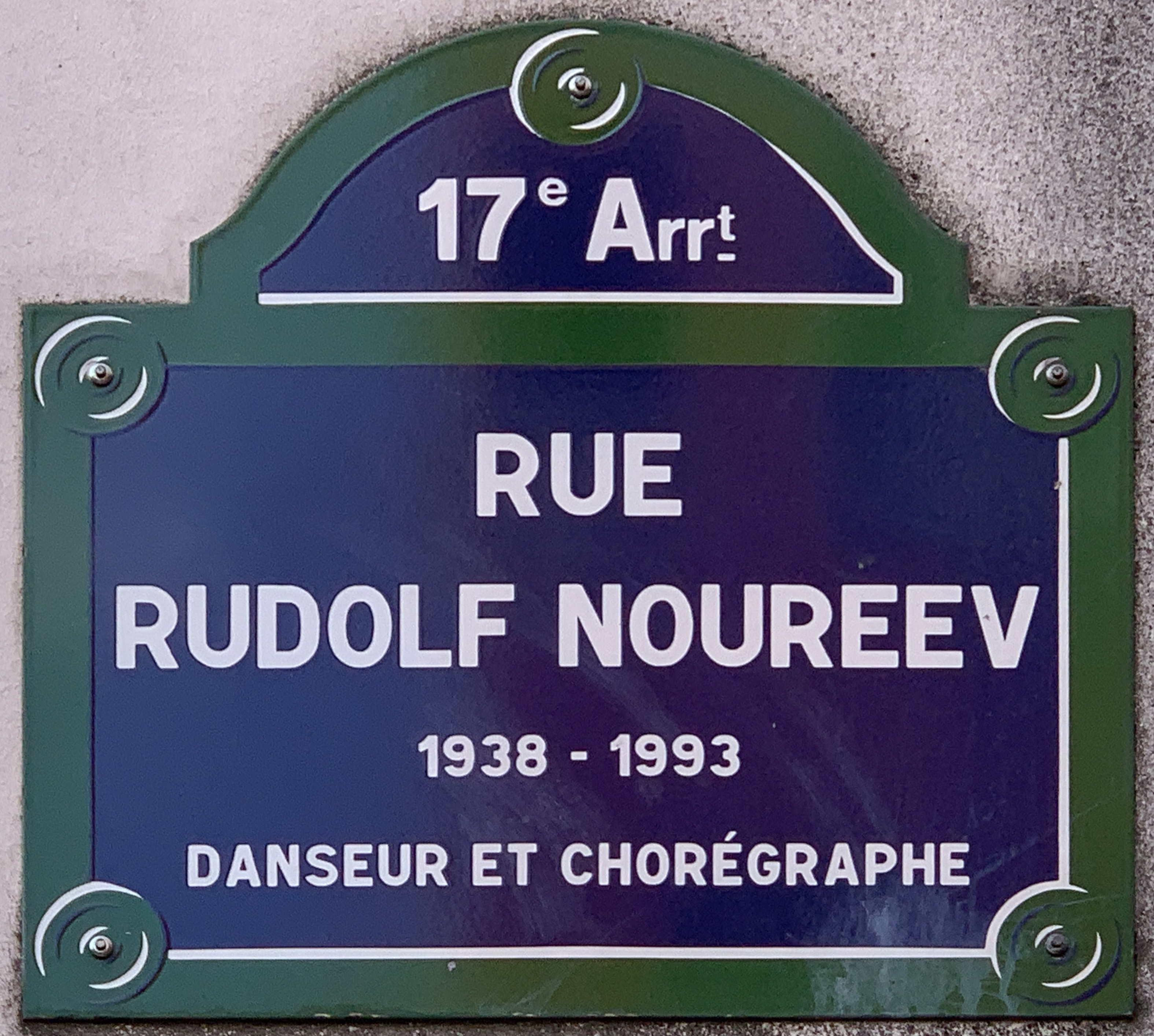
Plaque de la rue.

Elle porte le nom du danseur d'origine soviétique Rudolf Noureev (1938-1993).

## Historique
La voie, créée dans le cadre de l'aménagement de la ZAC Porte d'Asnières sous le nom provisoire de « voie BR/17 », prend sa dénomination actuelle par arrêté municipal du 13 novembre 2003 ; elle est ouverte à la circulation publique par un arrêté municipal du 27 juillet 2006.